# Gothaer Waggonfabrik

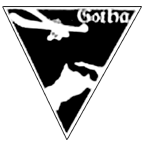
Logo da Gothaer Waggonfabrik entre 1912 e 1920.

Gothaer Waggonfabrik (Gotha, GWF/GO) foi uma fabricante alemã de aeronaves e veículos ferroviários criada no final do século XIX. Especializou-se na fabrico de aeronaves em tempo de guerra, e de veículos ferroviários em tempo de paz.

## 1883-1910
Durante o seu período inicial, a Gotha especializou-se na construção de vagões para caminhos-de-ferro. 
Em 1910 tinham já cerca de 900 funcionários a trabalhar na sua produção.

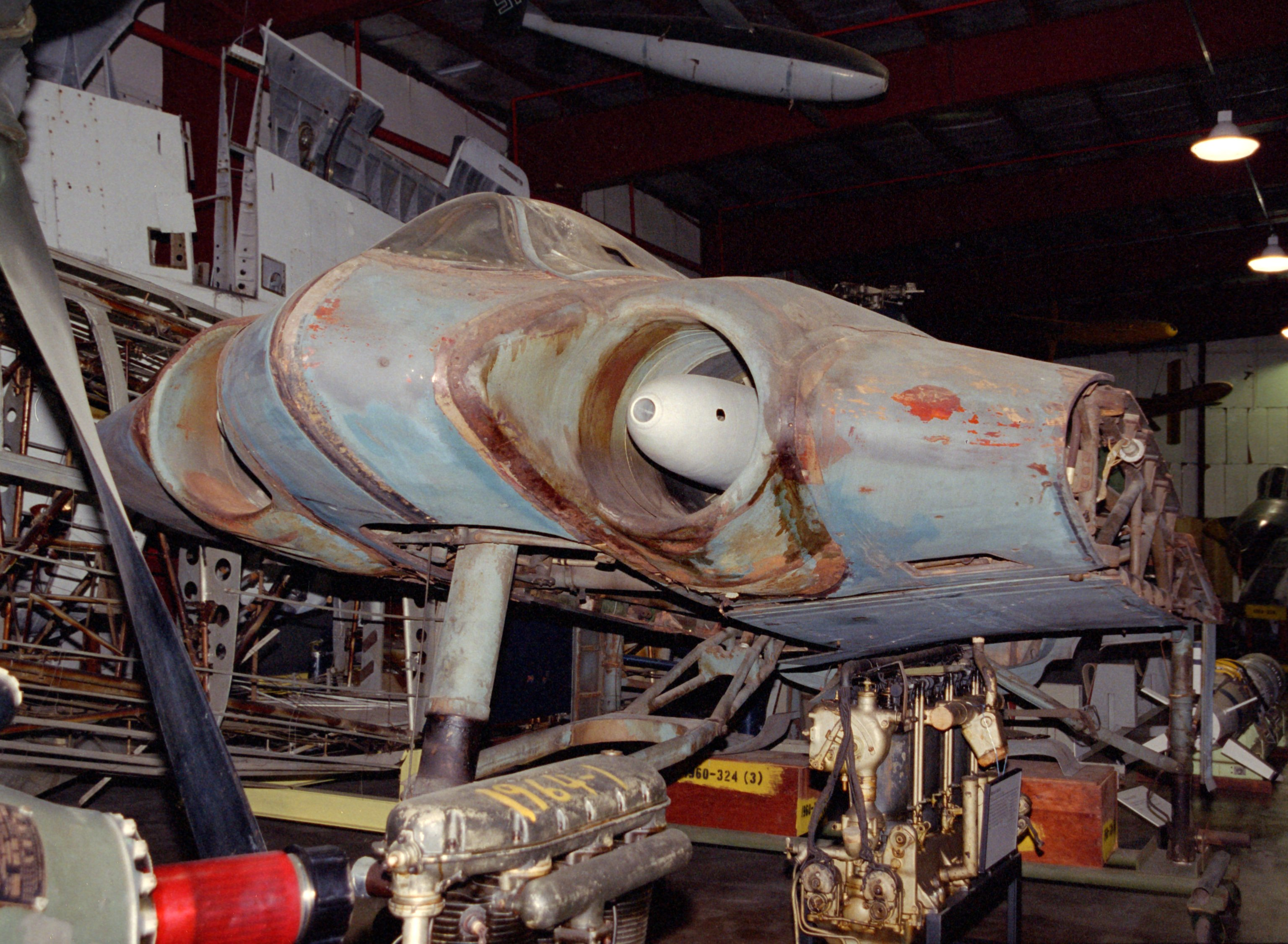
Vista da parte frontal do Ho 229 capturado pelos Estados Unidos.

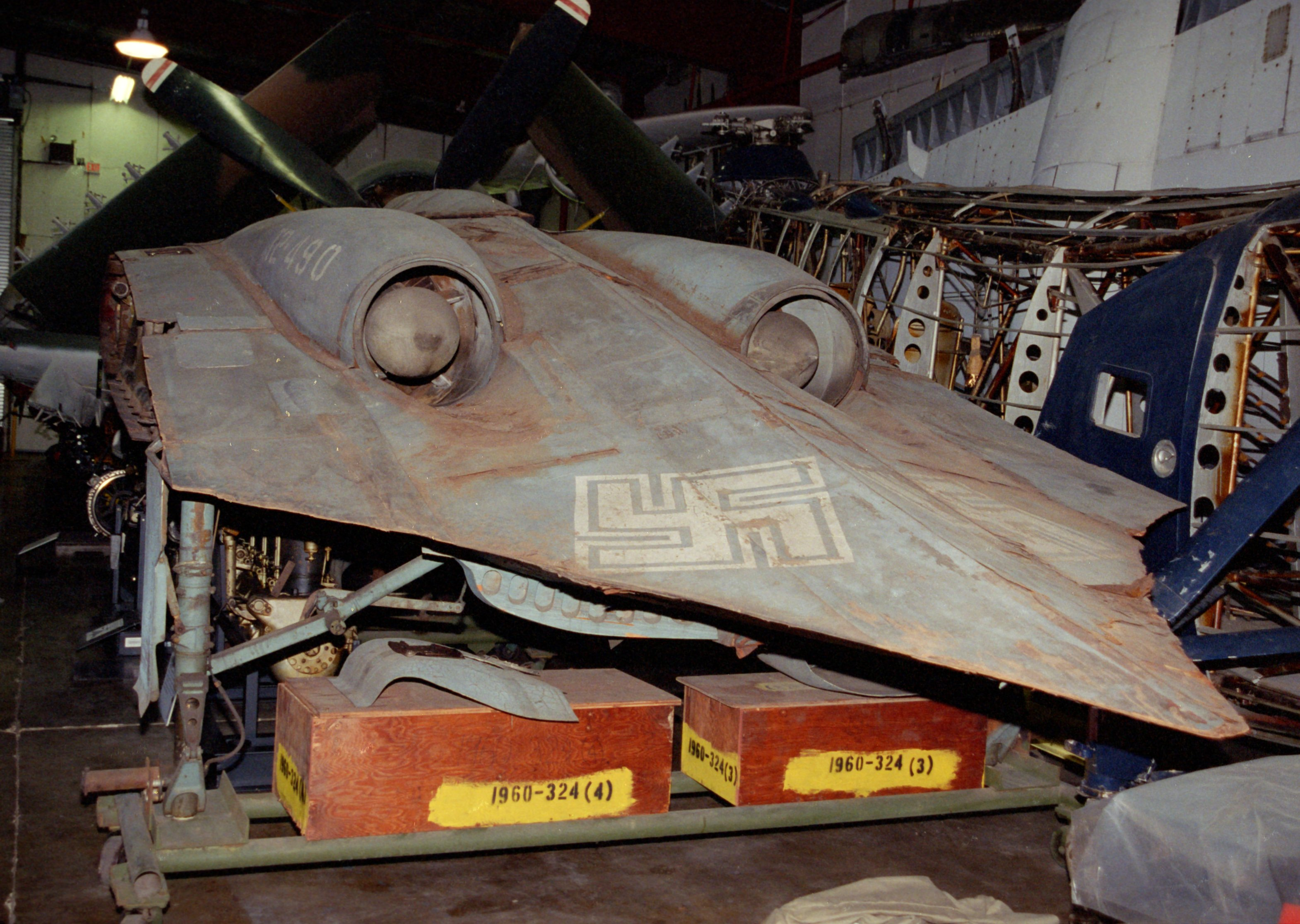
Vista traseira do Ho 229.

## Primeira Guerra Mundial
Durante a Primeira Guerra Mundial, graças a um design de 1914 de Oskar Ursinus, a Gotha tornou-se na fabricante de uma série de bombardeiros bem sucedidos. Em 1917 os seus bombardeiros já eram capazes de desempenhar missões de bombardeamento estratégico sob a Inglaterra.
Vários destes bombardeiros foram desenvolvidos posteriormente em diversos modelos, como o Gotha G.I, G.II, G.III, G.IV, e o G.V.
Este último modelo foi o mais eficiente, tendo em determinada altura 36 aeronaves em operação simultaneamente.

## Período entre guerras
Após o final da Primeira Grande Guerra a Alemanha ficou impedida de construir aeronaves militares, e assim a Gotha voltou a dedicar-se unicamente ao fabrico de vagões e veículos ferroviários. Com a chegada do NSDAP ao governo alemão, e consequente "anulação" do Tratado de Versalhes, a Gotha voltou novamente ao desenvolvimento de aeronaves.

## Segunda Guerra Mundial
O principal contributo da Gotha para a nova Luftwaffe foi a aeronave de treino Gotha Go 145, em que foram construídas 1182 unidades. Foram também desenvolvidos aeronaves de combate, tal como o Gotha Go 242 e contribuíram ainda para a produção do Messerschmitt Bf 110. Talvez a aeronave mais famosa da Gotha durante a Segunda Guerra Mundial foi uma que nunca chegou a entrar ao serviço, o Honten Ho 229. Este protótipo, décadas à frente do seu tempo, era uma aeronave a jacto com o formato de uma asa-delta, que desempenharia as funções de um caça e de um caça-bombardeiro. Quase 50 anos mais tarde os Estados Unidos desenvolveram o famoso Stealth Fighter, baseado no design do Ho 229.

## Lista de aviões
- Gotha B.I/II
- Gotha G.I
- Gotha G.II
- Gotha G.III
- Gotha G.IV
- Gotha G.V
- Gotha G.VI
- Gotha G.VII
- Gotha G.IX
- Gotha G.X
- Gotha LD.1
- Gotha WD.2
- Gotha WD.3
- Gotha WD.7, treinador hidroavião, 1916
- Gotha WD.11,
- Gotha WD.14,
- Gotha WD.27,
- Gotha Go 145, treinador
- Gotha Go 146, pequeno transporte (bimotor), 1935
- Gotha Go 147, STOL de reconhecimento (protótipo)
- Gotha Go 149, treinador militar, dois construídos
- Gotha Go 150, avião leve
- Horten Ho 229, caça ("asa voadora"), selecionado para produção em massa
- Gotha Go 242, planador de transporte
- Gotha Go 244, transporte
- Gotha Go 345, planador de assalto
- Gotha Ka 430, planador de transporte
- Gotha Taube uma variante do Etrich Taube

## Literatura
- Heiko Stasjulevics "Gotha, die Fliegerstadt" 2001. ISBN 3-934748-69-4
- Schriftenreihe des URANIA Kultur und Bildungsvereins Gotha e.V. zur Firmengeschichte der Stadt Gotha Heft 13 "Gothaer Waggonfabrik vorm. Fritz Bothmann & Glück Actien-Gesellschaft"
- Flugzeuge der Gothaer Waggonfabrik AG, Werkschroniken Bd. 9, Luftfahrt-Verlag Walter Zuerl